# Anna Sprung
Anna Sprung –en ruso, Анна Шпрунг– (nacida como Anna Filípovna Vólkova, Анна Филипповна Волкова; Yélizovo, 16 de mayo de 1975) es una deportista rusa que compitió en biatlón. Ganó dos medallas en el Campeonato Mundial de Biatlón, oro en 1998 y plata en 1997.

## Palmarés internacional
| Campeonato Mundial | Campeonato Mundial   | Campeonato Mundial | Campeonato Mundial |
| Año                | Lugar                | Medalla            | Prueba             |
| ------------------ | -------------------- | ------------------ | ------------------ |
| 1997               | Osrblie (Eslovaquia) | Medalla de plata   | Equipo             |
| 1998               | Hochfilzen (Austria) | Medalla de oro     | Equipo             |